# Lockerbie
Lockerbie (en gaèlic escocès Locarbaidh) és una ciutat de l'àrea Dumfries i Galloway, de l'Escòcia occidental. Es troba aproximadament a 121 km de Glasgow i a 32 km de la frontera anglesa. Segons el cens de 2001 tenia 4.009. La ciutat va rebre l'atenció internacional quan les restes del vol 103 de Pan Am van estavellar-se en aquesta localitat fruit de l'explosió d'un artefacte bomba en ple vol el desembre de 1988.

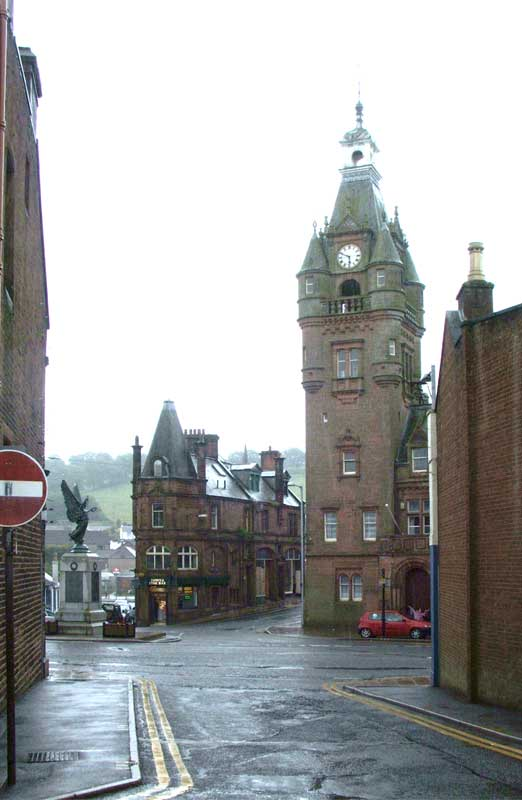
Torre del rellotge de l'Ajuntament

## Arquitectura
Gran part dels edificis de Lockerbie són de gres vermell. Hi ha diversos edificis imponents prop del centre com l'Ajuntament, acabat l 1880, i que té una torre del rellotge.
Una mica més al nord del centre hi ha l'església parroquial Dryfesdale. El nom Dryfesdale prové del riu local Dryfe Water que s'uneix amb el riu Annan una mica més enllà de la zona oest de la ciutat. A uns 15 milles (24 km) quilòmetres al sud de Lockerbie per la carretera C92 a Dalton hi ha una capella ucraïnesa a l'antic camp de presoners de guerra Hallmuir, del qual només hi queden restes. El camp va estar actiu durant la Segona Guerra Mundial i va albergar soldats ucraïnesos de la 14a Divisió Waffen SS de Granaders. Els presoners van construir la capella en una barra de l'exèrcit. Aquest edifici va ser protegit com un edifici de Categoria B el 2003. La capella encara es manté en ús avui dia i s'oficien servicis ucraïnesos el primer diumenge en mesos alterns.